# Andrei Nikolajewitsch Babkin
Andrei Nikolajewitsch Babkin (russisch Андрей Николаевич Бабкин; * 21. April 1969 in Brjansk, Oblast Brjansk, Russische SFSR) ist ein russischer Ingenieur und Kosmonaut.

## Karriere
Als Absolvent des Brjansker Gymnasiums begann Babkin ein Studium am Brjansker Institut für Transporttechnik und schloss es 1990 ab. Im Jahre 1995 schloss er sein Studium am Moskauer Luftfahrtinstitut (MAI) ab. Von 1997 bis zur Auswahl als Kosmonaut arbeitete er für die Raumfahrtfirma RKK Energija, zunächst als Ingenieur, dann als leitender Wissenschaftler. Er spezialisierte sich für Außenbordeinsätze. (EVA) und war Leiter des Such- und Rettungsteams für die Sojus-Landungen tätig. Im Jahr 2005 absolvierte er am MAI den Masterstudiengang "Systemanalyse, Management und Informationsverarbeitung" und promovierte im darauf folgenden Jahr zum Doktor der Wissenschaften mit einer Arbeit zum Thema "Bildung technischer und ergonomischer Anforderungen an EVA-Systeme auf der Marsoberfläche". Im Jahr 2006 nahm er an der Auswahl der RKKE 16 Kosmonautengruppe als Kosmonaut teil, bestand aber die Auswahl aus medizinischen Gründen nicht.

## Tätigkeit als Kosmonaut
Am 26. April 2010 wurde Babkin als Kosmonauten-Kandidat der RKKE 17 Kosmonauten-Gruppe von Energija ausgewählt und begann das Training im November desselben Jahres. Am 22. Januar 2011 wechselte er als Raumfahreranwärter in die Kosmonauten-Korps von Roskosmos. Das zweijährige Training, das im Juli 2012 endete, beinhaltete auch Flugstunden an Bord der Maschine L-39, Schwerelosigkeitstraining an Bord der Maschine Il-76 MDK und das Üben von EVAs im Wasserbecken des Juri-Gagarin-Kosmonautentrainingszentrum in Swjosdny Gorodok (Sternenstädtchen) in Russland.
Im November 2017 wurde er als Bordingenieur der Reservebesatzung der Mission Sojus MS-10 mit dem Kommandanten Oleg Skripotschka und dem Bordingenieur Shannon Walker ausgewählt, aber aufgrund der Verschiebung des Starts des Forschungsmoduls Nauka wurde Babkin aus der Reservebesatzung gestrichen. Im März 2019 wurde er zusammen mit dem Kommandanten Nikolai Tichonow und dem Bordingenieur Christopher Cassidy als Bordingenieur für die Mission Sojus MS-16 nominiert. Damit war er auch als Bordingenieur für die ISS-Expeditionen 63 und 64 im Jahr 2020 vorgesehen. Keine zwei Monate vor dem Start musste er jedoch mit seinem Ersatzmann Iwan Wagner tauschen, weil sein Trainingspartner Tichonow wegen einer Augenverletzung nicht flugtauglich war.